# Освальдо, Пабло Даниэль
Па́бло Даниэ́ль Осва́льдо (исп. Pablo Daniel Osvaldo; 12 января 1986, Буэнос-Айрес, Аргентина) — итальянский футболист, нападающий.

## Карьера

### Клубная
Дебют Освальдо состоялся в составе основной команды 2-го дивизиона Аргентины «Уракан» в 2005 году. Менее чем через год он перешёл в итальянский клуб «Аталанта», за который сыграл всего три матча и забил один гол в Серии B сезона 2005/06. В 2006 году Пабло переехал в другую команду Серии B «Лечче» на правах совместного владения, где занял прочное место в основе и забил восемь голов в 31 матче. После такого успешного сезона «Аталанта» выкупила игрока назад и продала «Фиорентине». Свой первый матч в Серии А Освальдо сыграл 29 сентября 2007 года, отметившись двумя голами в поединке с «Ливорно», который завершился со счетом 3:0.

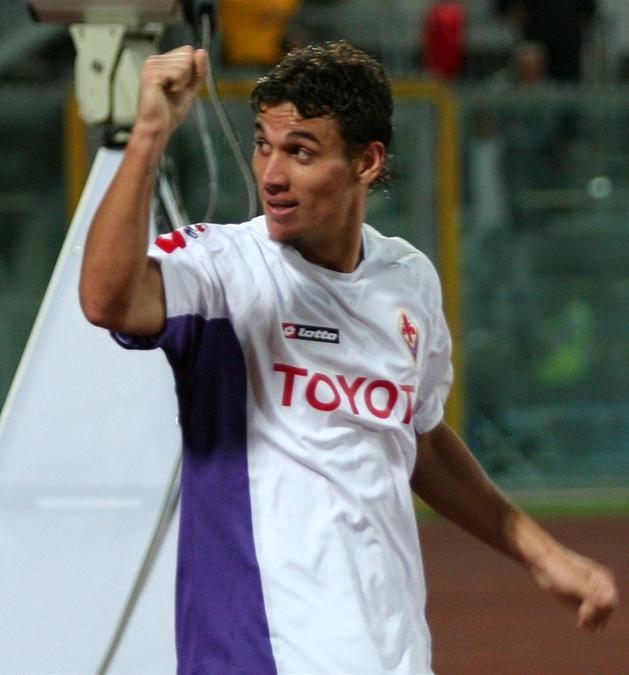
Пабло Освальдо в составе «Фиорентины»

2 марта 2008 года Пабло Освальдо забил победный гол в ворота непримиримого соперника «Фиорентины», «Ювентуса». Отмечая этот гол, он изобразил автоматную очередь, как это делал легендарный футболист «Фиорентины» Габриэль Батистута. 18 мая 2008 года забил гол в матче против «Торино», благодаря которому «Фиорентина» квалифицировалась в Лигу Чемпионов.
20 января 2009 года Освальдо перешёл в «Болонью», заплатившую за него «Фиорентине» 7 миллионов евро, и подписал контракт на пять лет.
В 2010 году перешёл в испанский «Эспаньол».
25 августа 2011 года футболист перешёл в «Рому». Сумма трансфера составила 15 млн евро. В новом сезоне он выступал под 9 номером.
18 августа 2013 года игрок подписал контракт с английским клубом «Саутгемптон» сроком на 4 года.
В феврале 2015 года Освальдо был отдан в аренду в «Боку Хуниорс» до 30 июня того же года, с возможносью продления срока арендного соглашения до 5 августа 2015 года, в случае выхода команды в финал Кубка Либертадорес. Однако, уже в мае контракт был расторгнут по обоюдному согласию.
Летом 2016 года отклонил несколько предложений от разных команд, в том числе «Кьево». 1 сентября 2016 года объявил о завершении футбольной карьеры и начале музыкальной.
28 февраля 2018 года Освальдо заявил о возобновлении карьеры за аргентинский «Тальерес» в третьем футбольном дивизионе Аргентины.
2 января 2020 года подписал контракт с «Банфилдом» сроком на 1 год.
16 февраля 2020 года дебютировал за «Банфилд» в гостевом матче 20-го тура чемпионата Аргентины 2019/20 против «Ривер Плейта» (на 74-й минуте вышел на замену вместо Хесуса Датоло).

### Международная
9 ноября 2007 года Освальдо, у которого двойное гражданство — итальянское и аргентинское, принял приглашение Пьерлуиджи Казираги выступать за молодёжную сборную Италии до 21 года.
29 мая 2008 года на молодёжном футбольном турнире «Надежды» в Тулоне в финальном матче против молодёжной сборной Чили он забил единственный гол, который позволил молодёжной сборной Италии впервые выиграть этот турнир.
5 октября 2011 года Освальдо был вызван Чезаре Пранделли в национальную сборную Италии на матчи отборочного турнира Евро-2012 против Сербии и Северной Ирландии вместо травмированных Марио Балотелли и Джампаоло Паццини. 11 октября 2011 года дебютировал за сборную Италии в матче против сборной Северной Ирландии в Пескаре (на 56-й минуте вышел на замену под номером 9 вместо автора двух голов в матче Антонио Кассано).

## Достижения
«Аталанта»
- Победитель Серии B: 2005/06

«Ювентус»
- Чемпион Италии: 2013/14

## Статистика
| Клуб                    | Сезон            | Лига | Лига | Кубки | Кубки | Еврокубки | Еврокубки | Прочие | Прочие | Итого | Итого |
| Клуб                    | Сезон            | Игры | Голы | Игры  | Голы  | Игры      | Голы      | Игры   | Голы   | Игры  | Голы  |
| ----------------------- | ---------------- | ---- | ---- | ----- | ----- | --------- | --------- | ------ | ------ | ----- | ----- |
| Уракан                  | 2005             | 33   | 11   | -     | -     | -         | -         | -      | -      | 33    | 11    |
| Уракан                  | Итого            | 33   | 11   | -     | -     | -         | -         | -      | -      | 33    | 11    |
| Аталанта                | 2006             | 3    | 1    | -     | -     | -         | -         | -      | -      | 3     | 1     |
| Аталанта                | Итого            | 3    | 1    | -     | -     | -         | -         | -      | -      | 3     | 1     |
| Лечче                   | 2006/07          | 31   | 8    | 1     | 0     | -         | -         | -      | -      | 32    | 8     |
| Лечче                   | Итого            | 31   | 8    | 1     | 0     | -         | -         | -      | -      | 32    | 8     |
| Фиорентина              | 2007/08          | 13   | 5    | 4     | 0     | 8         | 1         | -      | -      | 25    | 6     |
| Фиорентина              | 2008/09          | 8    | 0    | 0     | 0     | 5         | 0         | -      | -      | 13    | 0     |
| Фиорентина              | Итого            | 21   | 5    | 4     | 0     | 13        | 1         | -      | -      | 38    | 6     |
| Болонья                 | 2008/09          | 12   | -    | -     | -     | -         | -         | -      | -      | 12    | 0     |
| Болонья                 | 2009/10          | 13   | 3    | 1     | 0     | -         | -         | -      | -      | 14    | 3     |
| Болонья                 | Итого            | 25   | 3    | 1     | 0     | -         | -         | -      | -      | 26    | 3     |
| Эспаньол                | 2009/10          | 20   | 7    | 1     | 1     | -         | -         | -      | -      | 21    | 8     |
| Эспаньол                | 2010/11          | 24   | 13   | 2     | 1     | -         | -         | -      | -      | 26    | 14    |
| Эспаньол                | Итого            | 44   | 20   | 3     | 2     | -         | -         | -      | -      | 47    | 22    |
| Рома                    | 2011/12          | 26   | 11   | 0     | 0     | 0         | 0         | -      | -      | 26    | 11    |
| Рома                    | 2012/13          | 29   | 16   | 2     | 1     | -         | -         | -      | -      | 31    | 17    |
| Рома                    | Итого            | 55   | 27   | 2     | 1     | 0         | 0         | -      | -      | 57    | 28    |
| Саутгемптон             | 2013/14          | 13   | 3    | 0     | 0     | -         | -         | -      | -      | 13    | 3     |
| Саутгемптон             | Итого            | 13   | 3    | 0     | 0     | -         | -         | -      | -      | 13    | 3     |
| Ювентус (аренда)        | 2013/14          | 10   | 1    | 0     | 0     | 7         | 2         | -      | -      | 17    | 3     |
| Ювентус (аренда)        | Итого            | 10   | 1    | 0     | 0     | 7         | 2         | -      | -      | 17    | 3     |
| Интернационале (аренда) | 2014/15          | 12   | 5    | 0     | 0     | 7         | 2         | -      | -      | 19    | 7     |
| Интернационале (аренда) | Итого            | 12   | 5    | 0     | 0     | 7         | 2         | -      | -      | 19    | 7     |
| Всего за карьеру        | Всего за карьеру | 247  | 84   | 11    | 3     | 27        | 5         | -      | -      | 285   | 92    |

(откорректировано по состоянию на 6 января 2015 года)